# 卡塔尔科学技术公园

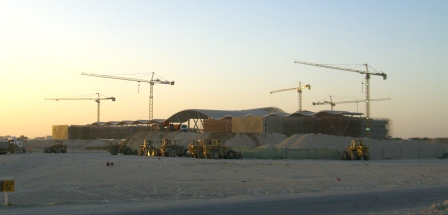
2007 年 2 月的卡塔尔科技园

卡塔尔科学技术公园，座落于卡塔尔教育城，是卡塔尔一个国际性技术型公司的联合组织。它成立于2004年，目的是刺激卡塔尔知识经济的发展。